# Мартиросян, Айк Микаелович
Айк Микаелович Мартиросян (арм. Հայկ Մարտիրոսյան; род. 14 июля 2000, Арташат) — армянский шахматист, гроссмейстер (2017), чемпион Армении (2018), призёр командного чемпионата Европы (2023).

## Карьера
Шахматами стал заниматься в пятилетнем возрасте.
Победитель чемпионата Европы среди юниоров до 12 лет (2011), по результатам которого получил звание мастера ФИДЕ.
Бронзовый призёр чемпионата мира среди юниоров до 16 лет (2015).
Чемпион мира среди юниоров до 16 лет (2016).
Чемпион Армении (2018).
Участник 43-й шахматной олимпиады в составе сборной Армении (Батуми, 2018).
Бронзовый призёр командного чемпионата Европы в составе сборной Армении (Будва, 2023).
Серебряный призёр чемпионата Европы по рапиду (Загреб, 2023).

## Спортивные результаты
| Год  | Город    | Турнир                                            | +  | − | = | Результат | Место       |
| ---- | -------- | ------------------------------------------------- | -- | - | - | --------- | ----------- |
| 2014 | Минск    | «David Bronstein Memorial 2014 tournament A»      | 3  | 3 | 3 | 4½ из 9   | [ 4 ]       |
|      | Ереван   | Чемпионат Европы                                  | 3  | 4 | 4 | 5 из 11   | [ 5 ] [ 6 ] |
|      | Кириши   | «World`s Youth Stars Vanya Somov`s Memorial 2014» | 2  | 0 | 7 | 5½ из 9   | [ 7 ]       |
| 2016 | Москва   | «Aeroflot Open 2016 A»                            | 3  | 2 | 4 | 5 из 9    | [ 8 ]       |
| 2017 | Ереван   | Чемпионат Армении                                 | 3  | 2 | 4 | 5 из 9    | [ 9 ]       |
|      | Минск    | Чемпионат Европы                                  | 5  | 1 | 5 | 7½ из 11  | [ 10 ]      |
|      | Джермук  | «10th Annual K. Asrian Memorial»                  | 5  | 0 | 4 | 7 из 9    | 1           |
| 2022 | Алма-Ата | Чемпионат мира по рапиду и блицу                  | 14 | 5 | 2 | 15 из 21  | 3 (блиц)    |

## Изменения рейтинга
| Графики недоступны из-за технических проблем. См. информацию на Фабрикаторе и на mediawiki.org. |